# أمرافيل
في الكتاب المقدس العبري، يُذكر أمرَافَل (/ˈæmrəˌfɛl/؛ بالعبرية: אַמְרָפֶל، المُعربة: ’أمرَافِل؛ باليونانية: Ἀμαρφάλ، المُعربة: أمارفال؛ باللاتينية: Amraphel) بوصفه ملك شِنْعَار (وهي التسمية العبرية لـ"سومر") في سفر التكوين، الإصحاح 14، حيث شارك في غزو كنعان إلى جانب ملوك آخرين تحت قيادة كَدَرْلَعُمْر، ملك عيلام. وقد تمكن هذا التحالف من هزيمة سدوم ومدن أخرى في معركة وادي السِّدِّيم.